# 吉田荘
吉田荘（よしだのしょう）は、安芸国高田郡にあった荘園。現広島県安芸高田市吉田町に位置した。

## 歴史
平安時代末期、祇園社領とされ、領家は花山院家であった。
鎌倉時代初期、毛利季光が承久の乱の功績により、吉田荘の地頭職を鎌倉幕府から与えられた。季光は宝治合戦で三浦氏に荷担したために討たれ、本拠の毛利荘を幕府に没収されたが、季光の四男・経光は荷担しなかったため、吉田荘や越後国佐橋荘などを保持することができた。
鎌倉時代末期から南北朝時代初期にかけて、毛利氏は本拠地を吉田荘に移し、吉田郡山城を築いて本拠とした。そのため、吉田荘はその城下町として栄えた。
天正19年（1591年）、毛利輝元が自身の居城を、吉田郡山城から広島城に移した。